# Крюково (Одинцовский район)
Крюко́во — деревня в составе сельского поселения Жаворонковское Одинцовского муниципального района в Московской области.

## История
В Экономических примечаниях 1800 года на месте деревни упомянута пустошь Толоконникова, по сведениям 1859 года в Толоконникове, Крюкове тож было 3 двора и 26 жителей, в 1890 году — 34 человеки и две усадьбы: Войникова и Хитрово. По Всесоюзной переписи 17 декабря 1926 года в деревне Толоконниково числилось 13 хозяйств и 57 жителей, по переписи 1989 года — 108 хозяйств и 249 жителей. До 2006 года Крюково входило в состав Юдинского сельского округа.

## География
Крюково расположено в 30 км к западу от центра Москвы и в 7 км к западу от центра Одинцова, на левом берегу реки Ликовы. Через деревню проходит Можайское шоссе. С востока к деревне примыкает село Юдино, с запада — деревня Трубачеевка. С северной стороны расположен лесной массив. Высота центра над уровнем моря 204 м.

## Население
| 2002 | 2006 | 2010 |
| ---- | ---- | ---- |
| 244  | →244 | ↘177 |

## Экономика
В Крюкове работает фабрика, производящая форменную и корпоративную одежду, военные знаки отличия и другие текстильные товары.

## Транспорт
Через Крюково проходит трасса Можайского шоссе.
С северной стороны деревни проходит Белорусская железная дорога. Ближайшая пассажирская платформа Перхушково расположена в 0,5 км от границы деревни.
Автобусное сообщение связывает Крюково с городами Одинцово, Краснознаменск, Голицыно и Звенигород.
В 2015 году рядом с деревней построен путепровод на трассе Можайского шоссе через Белорусскую железную дорогу.

## Архитектура и достопримечательности
Крюково в основном застроено частными домами. Имеются несколько двухэтажных многоквартирных домов.